# Maladie de Dupuytren
 Mise en garde médicale
La maladie de Dupuytren ou contracture de Dupuytren ou maladie du Viking est une fibrose rétractile de l'aponévrose palmaire (une membrane située entre les tendons fléchisseurs et la peau). 
La maladie  entraîne une rétraction et une flexion progressive et irréductible des doigts. L'étiologie est inconnue, l'atteinte est souvent bilatérale, les tendons fléchisseurs des doigts sont indemnes, ce ne sont pas eux qui se rétractent. Elle a été décrite en 1831 par le baron Dupuytren, chirurgien à l'Hôtel-Dieu de Paris. Le traitement classique était chirurgical, le traitement percutané a désormais une place selon la forme et la sévérité de la rétraction. L’injection de collagénase (non pris en charge par la caisse nationale de l'assurance maladie en France) donne également de bons résultats. Le taux de récidive, qui est le problème principal de cette affection, est plus important après un traitement percutané mais ne coupe pas les ponts à un traitement chirurgical.
Son équivalent au niveau de l'aponévrose plantaire du pied est la maladie de Ledderhose.
En juin 2023, les chercheurs ont identifié que deux des facteurs de risque génétique les plus importants nous ont été transmis par l'Homme de Neandertal,.

## Épidémiologie
La prévalence est comprise entre 0,6 et 31,6 % et augmente avec l'âge.

## Anatomie
La fibrose entraîne la transformation de l'aponévrose palmaire et digitale et aboutit à la formation de brides fibreuses :
- les brides palmaires entraînent une flexion des articulations métacarpophalangiennes ;
- les brides digitales (l'atteinte digitale pure est rare) entraînent une flexion des articulations interphalangiennes proximales et parfois distales.

Ces brides s'associent à des nodules sous-cutanés et à des ombilications cutanées.
Les doigts les plus fréquemment touchés sont par ordre de fréquence décroissante : D4, D5, D3, D1, D2.

## Lésions histologiques
Les coupes histologiques au niveau de l'aponévrose palmaire montrent l'existence d'un tissu collagène de type III le collagène du tendon étant normalement de type I.
Sans entrer dans les études au microscope électronique, il faut retenir qu'il existe deux lésions distinctes :
- l'épaississement nodulaire de haute densité cellulaire ; de très nombreux fibroblastes et fibrocytes sont enclos dans un riche réseau de fibres collagènes avec une hypervascularisation locale ;
- l'épaississement aponévrotique lamellaire de faible densité cellulaire ; de rares fibrocytes (appelés dans le tendon ténocytes) existent entre les fibres collagènes.

## Causes et facteurs de risque
La cause de la maladie de Dupuytren reste toujours inconnue de nos jours. De nombreux facteurs ont été incriminés, tels que l’épilepsie, le diabète, le travail manuel, l’alcool, le tabagisme, etc. En fait, il s'agit essentiellement de corrélation, sans preuve formelle de causalité.  Il est toutefois recommandé de rechercher systématiquement un diabète éventuel devant une maladie de Dupuytren.
La seule chose établie avec certitude est l’existence d’un facteur génétique. Exceptionnelle chez les Asiatiques, sauf au Japon, et les Africains, la maladie de Dupuytren survient principalement chez les sujets européens (Belgique, Bosnie, etc.), surtout les Européens du Nord (en Norvège, près d'un tiers des personnes de plus de 60 ans sont touchées) ainsi qu'au Japon et chez leurs descendants, en particulier dans les pays d'émigration des Européens, bien qu'une étude statistique récente semble infirmer la théorie très répandue d'une origine viking ou celte de cette atteinte. De plus, au moins 10 % d’entre eux ont des membres de leur famille atteints par l'affection. Mais cette notion est très souvent inconnue du patient. Plusieurs mutations favorisantes ont été identifiées, la plupart codant des protéines de type Wnt.
Elle est plus rare chez la femme et l'atteinte y est plus tardive de près de 10 ans.

### Un facteur de risque génétique hérité de Néandertal
Dans une étude génétique publiée en juin 2023 dans la revue scientifique Molecular Biology and Evolution, les chercheurs ont identifié 61 variants génétiques très probablement impliqués dans l'apparition de la maladie de Dupuytren. Parmi eux, trois seulement sont d'ascendance néandertalienne mais  deux sont fortement actifs dans la maladie. Situé sur le chromosome 7, le facteur de risque génétique le plus important affecte une protéine qui joue un rôle dans la contraction des tissus conjonctifs (EPDR1). Ce gène vient de l'Homme de Néandertal,.

## Diagnostic
Il est fait à l'interrogatoire médical et à l'examen clinique et doit être évoqué devant le terrain (homme de plus de 40 ans), un début insidieux et une aggravation progressive, concernant les deux mains.
L'examen montre l'apparition dans la paume de la main d'un ou plusieurs nodules siégeant à la base du 4e ou 5e doigt. Ces nodules sont fermes, adhérent à la peau et aux plans profonds.  Avec le temps, ils s'allongent et forment des « cordes longitudinales ».  Peu à peu apparaît une flexion irréductible des doigts intéressant les deux premières phalanges. Dans les formes graves, la main peut se fermer complètement.
L'atteinte est, en règle générale, non douloureuse, sans autres symptômes associés.

## Évolution
La fibrose s'aggrave progressivement, par contre de manière discontinue avec des poussées successives, l'aponévrose s'épaissit, se rétracte, forme des nodules et adhère aux tendons. 
L'extension des doigts devient progressivement de plus en plus limitée. L'atteinte prédomine sur les 4e et 5e doigts.
Finalement l'extension est impossible, les doigts deviennent totalement fléchis et restent dans cette position, entraînant une impotence fonctionnelle.
Il y a quatre stades évolutifs :
- stade 0 : absence de lésion ;
- stade N : nodules sans rétractation ;
- Stade I : flexion de 0 à 45° ;
- stade II : flexion de 45° à 90° ;
- Stade III : flexion de 90° à 135° ;
- Stade IV : flexion supérieure à 135°, hyperextension de la 3e phalange sur la 2e, elle-même complètement repliée sur la 1re.

La récidive de la maladie est fréquente (50 % des cas).

## Traitement

### Traitement chirurgical
L'indication de l'intervention est porté sur l'évolution et la présence d'une flexion permanente d'une articulation métacarpo-phalangienne de plus de 30° ou d'une articulation inter phalangienne.
Le traitement chirurgical classique de la maladie de Dupuytren est l'aponévrectomie, c'est-à-dire l'exérèse chirurgicale de l'aponévrose palmaire moyenne. Dans cette maladie, les tendons ne sont pas touchés. Dans les cas où le flessum (flexion permanente des doigts) est important, l'extension obtenue en per-opératoire entraîne une perte de substance cutanée qui peut nécessiter la réalisation d'un lambeau de couverture ou d'une greffe de peau. Il est également possible de laisser l'incision opératoire ouverte et d'attendre la cicatrisation par la mise en place de pansements gras. Cette intervention nécessite donc un suivi régulier pour changer les pansements pendant la cicatrisation avec des exercices pour que les doigts retrouvent leur mobilité totale. Le temps de guérison par cette méthode est d'environ un mois où le patient ne pourra pas utiliser pleinement ses mains.

### Traitement non chirurgical
L'aponévrotomie percutanée, ou fasciotomie, peut être utilisée en cas de bride palmaire unique. Le geste se fait en ambulatoire, après anesthésie locale ou locorégionale, l'opérateur libère le tendon à l'aide du biseau d'une aiguille glissée sous la peau. Et par des flexions et extension du doigt fait rompre totalement la bride fragilisée par l'acte. Cet acte doit être effectué par un praticien très spécialisé. Il n'est pas obligatoire de le faire au bloc opératoire (bien que cela soit fortement conseillé) mais cela demande une bonne connaissance de la technique. À court terme, les résultats sont comparables à ceux de l'aponévrectomie. 

### En ce qui concerne les risques des traitements, il faut distinguer
- le risque de récidive de la maladie de Dupuytren et/ou le risque de son extension à d’autres doigts. Ce risque est permanent et imprévisible, lié à la nature inconnue de la maladie ;
- l'absence d’amélioration du déficit d’extension, qui est d’autant plus fréquente que la maladie est évoluée ou qu’il s’agit d’une forme digitale pure ;

Dans le cas de l’aponévrectomie :
- les complications proprement dites de l’intervention sont :
  - surtout l'imprévisible et désespérante algodystrophie, possible dans 10 à 30 % des cas,
  - la contusion ou la blessure d’une branche nerveuse sensitive d’un doigt, toujours possible, avec selon les cas des fourmillements, un engourdissement ou une insensibilité plus ou moins complète de la moitié correspondante du doigt. Ces signes peuvent être transitoires ou définitifs,
  - souffrance ou nécrose plus ou moins complète de la peau malade décollée lors de l’intervention, qui n’est plus assez vascularisée, ou nécrose d’une greffe de peau. Le traitement est alors celui d’une perte de substance cutanée (le plus souvent par cicatrisation spontanée sous pansements gras, ou parfois par réintervention pour greffe et/ou lambeau),
  - raideur articulaire définitive d’un doigt,
  - nécrose totale du doigt par insuffisance artérielle, pouvant conduire à son amputation,
  - complications chirurgicales non spécifiques, à vrai dire rares dans cette intervention : hématome, infection, lâchage de sutures, paralysie sous garrot pneumatique, etc.

En cas de récidives multiples, et devant l'échec du traitement (aponévrectomie), on peut être amené à proposer l'amputation du doigt concerné ou la réalisation d'une arthrodèse raccourcissant de l'articulation inter-phalangienne proximale.
Dans le cas de l’aponévrotomie :
- raideur articulaire définitive d’un doigt,
- risque de sectionner les nerfs sensitifs du doigt,
- laisse en place les tissus malades, qui ne sont que sectionnés.

### Traitement médical
Les traitements médicaux sont réservés aux échecs et aux contre-indications à la chirurgie. Certaines équipes utilisent la radiothérapie avec un certain succès. L'injection locale de collagénase réduit les contractures et améliore la mobilisation des doigts.
Le traitement avec collagénase de Clostridium histolyticum est un traitement injectable qui est appliqué avec succès dans plusieurs pays comme les États-Unis, le Canada, etc. Les risques de traitement sont minimes, et les résultats très positifs,. 
En février 2010, l'Agence américaine des produits alimentaires et médicamenteux (US Food and Drug Administration (FDA) ) a approuvé la collagénase injectable extraite de Clostridium histolyticum pour le traitement de la maladie de Dupuytren. Le traitement est commercialisé sous la marque Xiaflex. 
En février 2011, le Comité des médicaments à usage humain de l'Agence européenne des médicaments a approuvé la préparation pour l'utilisation en Europe. Il est commercialisé sous la marque de Xiapex.
En avril 2012, Santé Canada a approuvé la collagénase injectable extraite de Clostridium histolyticum pour le traitement de la maladie de Dupuytren. Le traitement est commercialisé sous la marque Xiaflex.